# Centaurea ainetensis
Centaurea ainetensis — вид квіткових рослин айстрових (Asteraceae). Ендемік Лівану та Сирії.

## Середовище
Вид росте в кам'янистих, безплідних або чагарникових місцях, але не в скелястих місцях.

## Морфологічна характеристика
Стебло коротке та прямовисне, воно має від 1 до 2 квіткових голів, які є невеликими, довгастими, закругленими біля основи і не усіченими. Вся рослина сіра від кучерявого волосся. Трубка пиляків пурпурувата. Квітне у травні та червні.